# Сарыбулак (район имени Габита Мусрепова)
Сарыбулак (каз. Сарыбұлақ) — село в районе имени Габита Мусрепова Северо-Казахстанской области Казахстана. Село входит в состав Кокалажарского сельского округа. Код КАТО — 596644700.

## Население
В 1999 году численность населения села составляла 446 человек (229 мужчин и 217 женщин). По данным переписи 2009 года, в селе проживало 312 человек (164 мужчины и 148 женщин).